# Baldwin Street Music
Baldwin Street Music is een Canadees platenlabel dat jazz-opnames (opnieuw) uitbrengt. De in Toronto gevestigde onderneming heeft platen uitgebracht van onder meer Billie Holiday, Ella Fitzgerald, Dinah Washington, Mildred Bailey, Anita O'Day, Maxine Sullivan, Kay Starr, Lee Wiley, Bea Wain, Peg LaCentra, Kay Thompson, George Shearing en Charlie Shavers.